# Fédération sportive
Une fédération sportive est une association sportive ayant pour vocation la réunion d'autres associations de moindre taille, généralement des clubs sportifs individuels ou des ligues régionales. Deux types d'organisation ont prévalu historiquement : les fédérations regroupaient généralement, dans un premier temps, un ensemble hétérogène de disciplines pratiquées sur un même territoire, à l'image de la Fédération sportive réunionnaise à La Réunion ; elles réunissent désormais, le plus souvent, les organismes s'occupant d'une discipline précise sur plusieurs territoires.
En France, certaines fédérations sportives sont reconnues par le ministère des Sports. Dans ce cas l'État leur reconnait une mission de service public [ref. nécessaire]. Certaines des associations reconnues reçoivent une délégation pour organiser la pratique d'un sport, ce qui leur permet d'organiser des compétitions.